# Leon Paweł Sapieha
Leon Paweł Adam Andrzej Euzebiusz Maria Sapieha, lub Leon Paweł Sapieha książę herbu Lis (ur. 14 sierpnia 1856 w Paryżu, zm. 8 lutego 1893 w Bilczach Złotych) – członek rodu magnackiego Sapiehów, działacz społeczny i polityk, w latach 1882–1889 poseł na Sejm Krajowy, w latach 1889–1893 członek Komitetu Galicyjskiego Towarzystwa Gospodarskiego. Jego ojcem był Adam Stanisław Sapieha (ur. 4 grudnia 1828 w Warszawie, zm. 21 lipca 1903 w Bad Reichenhall) – polski działacz społeczny i polityk, w latach 1861, 1868–1872 i 1883–1895 poseł na Sejm Krajowy, w latach 1875–1899 prezes Galicyjskiego Towarzystwa Gospodarskiego kawaler Orderu Złotego Runa, syn Leona Ludwika Sapiehy i Jadwigi Klementyny z hr. Zamoyskich, matką zaś Jadwiga z Sanguszków. Braćmi Leona Pawła byli m.in. kardynał Adam Stefan, Władysław Leon i Paweł Jan Sapiehowie.
W latach 1867–1875 uczęszczał do C. K. Gimnazjum im. Franciszka Józefa we Lwowie.
9 maja 1883 ożenił się z Teresą Elżbietą Marią ks. Sanguszkówną-Kowelską herbu Pogoń Litewska, córką Pawła Sanguszki i Marii hr. Borchówny herbu Trzy Kawki. Mieli czwórkę dzieci:
1. Marię Józefinę (1884-1917) żonę generała Stanisława Szeptyckiego, syna hr. Jana Kantego Szeptyckiego i Zofii z hr. Fredrów.
2. Jadwigę Marię (1886-1973), żonę hr. Aleksandra Szembeka (1886-1923), syna hr. Piotra Szembeka i Marii z hr. Fredrów.
3. Pawła (1888-1873), żonatego z Marią hr. von Oppersdorff (1899-1990).
4. Elżbietę Karolinę (1892-1907).

Cała czwórka była bezdzietna.